# Notostylops
Notostylops (лат.) — род вымерших млекопитающих семейства Notostylopidae отряда нотоунгулятов. Обитали в Южной Америке в эоцене. Эти звери походили на собак величиной с кролика и, возможно, обитали в зарослях кустарников. Имели высокие черепа с резцами, похожими на резцы грызунов. Длина тела — до 75 см.

## Виды
Объём рода точно не определён — в него включают до 6 вымерших видов:
- Notostylops appressus Ameghino, 1902
- Notostylops aspectans Ameghino, 1902
- Notostylops brachycephalus Ameghino, 1904
- Notostylops murinus Ameghino, 1897typus
  - [syn. Notostylops ampullaceus Ameghino, 1902, Notostylops chicoensis Ameghino, 1902, Notostylops complexus Ameghino, 1901, Notostylops escaridus Ameghino, 1901, Notostylops irregularis Ameghino, 1901, Notostylops promurinus Ameghino, 1904]
- Notostylops pendens Ameghino, 1901
- Notostylops pigafettai Simpson, 1948

Три вида, указанных в EOL, на сайте Fossilworks имеют разный статус:
- Notostylops murinus Ameghino, 1897 — валидный,
- Notostylops bicinctus Ameghino, 1897 — имеет статус nomen vanum
- Notostylops parvus Ameghino, 1897 — перенесён в другой род Homalostylops parvus (Ameghino, 1897)[4]